# HAPPY MAN
『HAPPY MAN』（はっぴいマン）は、マキノノゾミによる戯曲。また、それを原案とした石渡治による日本の漫画。
戯曲は劇団M.O.P.初のオリジナル脚本作品として1989年に初上演され、1991年までに三部作と異聞が作られた。それぞれ幕末の志士である桂小五郎、高杉晋作、坂本龍馬が主人公である。

## HAPPY MAN 爆裂怒濤の桂小五郎
『HAPPY MAN 爆裂怒濤の桂小五郎』（はっぴいマン ばくれつどとうのかつらこごろう）は、『週刊漫画アクション』（双葉社）にて、1991年から1993年にかけて連載された。単行本は全9巻（新装版は全4巻）。
戯曲第一部と同じく、桂小五郎を主人公としている。マキノと石渡は以前より交友関係があり、『B・B』の小学館漫画賞受賞記念パーティーでマキノらがバンド演奏を行った謝礼として、劇団M.O.P.公演のポスターを石渡が描いている（『HAPPY MAN』あとがきより）。
小五郎が江戸で剣術修行に明け暮れた青春時代と、元治元年（1864年）の京都がメインで、その後は駆け足の展開となっている。幕末の江戸にバブル文化を折り込んだり、ヒロインであった千葉さな子が後半では毒婦と化すなど、フィクション要素も強い。

### 主な登場人物
桂小五郎
剣術留学で江戸の練兵館にやって来た長州藩士。コンプレックスの塊。
さな子に惚れ、そのため龍馬との仲は最悪となるが、のちに恩讐を越えて薩長同盟を締結する。
坂本龍馬
桶町千葉道場に通う土佐藩郷士。小五郎には剣術と恋でライバル視される。厳しい身分制度を取る故郷での経験から、身分が違うだけで個人が評価されない社会を変えようと奔走する。
千葉さな子
桶町千葉道場の娘。小五郎に惚れられるが、心は龍馬にある。
のちに龍馬に捨てられたショックで錯乱し、出奔する。妄想にかられ、京都の街で龍馬をおびき寄せるために暗殺の実行やテロの首謀者となる。宗十郎頭巾に着流し姿で行動し、鞍馬山に住む天狗と呼ばれる。
沖田総司
多摩から江戸に道場破りにやって来た少年剣士。小五郎や龍馬には返り討ちに遭うが、それを機に交友を持つ。
本物の侍になるのが夢であったが、新撰組隊士となったことで夢が叶う。明るい性格かつ無類の女好きに成長するが、労咳の発病や時代の変化が心に影を落としていく。
土方歳三
総司の先輩。石田散薬の行商中に出会った吉田松陰に惚れ、金子重輔を名乗って松陰と共に黒船乗船を企むが失敗、捕らえられ長州への護送中に、歳三のみ偽装工作により脱走する。
松陰の期待の星であった小五郎にコンプレックスを持ったことが、尊攘志士を狩る新撰組の結成につながる。
幾松
京都・三本木の芸妓。2度目に小五郎に会った際に無視された（夜と昼の化粧のギャップのせいで小五郎は幾松に気付かなかった）ことにショックを受けるが、ほどなく結ばれる。
お里
こうべえの芝居小屋の一員。容保の密偵としても働いたのち、龍馬の妻「お竜」となるなど複雑な人生をたどることになる。
来原良蔵
小五郎の幼なじみにして義弟（妻は小五郎の妹・治子）。のちに長井雅楽の政策を支持したため、長井の失脚時に切腹する。
吉田松陰
本作では女性になっている。小五郎の師であり初恋の人。尊王攘夷の理想に燃え、多くの弟子を育てるが内心には女だということに対するコンプレックスがあった。幕府に囚われ斬首となる前日に牢番に犯されるが、最後に命を繋ぐことが出来る「愛」と「女としての自分」を受け入れて逝く。
つかこうべえ
芝浦のうぉーたーふろんとで革新的な芝居興行を行う謎の人物。その正体は松平容保。新しい世の到来を見越していながらも、幕府の藩屏として小五郎に立ちはだかり、維新後は日光東照宮の宮司となった彼の独白で物語の幕を閉じる。